# Turnix nain
Turnix nanus
Espèce
Statut de conservation UICN

 LC  : Préoccupation mineure
Le Turnix nain (Turnix nanus) est une espèce d'oiseaux de la famille des Turnicidae. Elle était et est encore souvent considérée comme une sous-espèce du Turnix hottentot (T. hottentottus).

## Répartition
Cet oiseau vit en Afrique subsaharienne (rare en Afrique occidentale, australe et dans la corne de l'Afrique).